# 安德烈·马尔滕
安德烈·马尔滕（1991年5月5日—），印尼男子羽毛球運動員。

## 簡歷
2015年5月，安德烈·马尔滕出戰樂魚國際系列賽，贏得男子單打冠軍。

## 主要比賽成績
只列出曾進入準決賽的國際賽事成績：
| 年份   | 賽事                 | 公開賽級別 | 項目     | 成績 |
| ------ | -------------------- | ---------- | -------- | ---- |
| 2014年 | 樂魚羽毛球國際系列賽 | 國際系列賽 | 男子單打 | 亞軍 |
| 2015年 | 樂魚羽毛球國際系列賽 | 國際系列賽 | 男子單打 | 冠軍 |
| 2018年 | 斯洛伐克羽毛球公開賽 | 未來系列賽 | 男子單打 | 冠軍 |
| 2018年 | 蒙古國羽毛球國際賽   | 國際系列賽 | 男子單打 | 亞軍 |

| 2007-2017年 | 首要超級賽 | 超級賽 | 黃金大獎賽 | 大獎賽 | 國際挑戰賽 | 國際系列賽 | 未來系列賽 | 其他 |

| 2018-2026年 | 總決賽 | 超級1000賽 | 超級750賽 | 超級500賽 | 超級300賽 | 超級100賽 | 國際挑戰賽 | 國際系列賽 | 未來系列賽 | 其他 |